# 都市の歴史
都市の歴史（としのれきし）について論じる。

## 古代（-5世紀）

### 西アジア・アフリカ

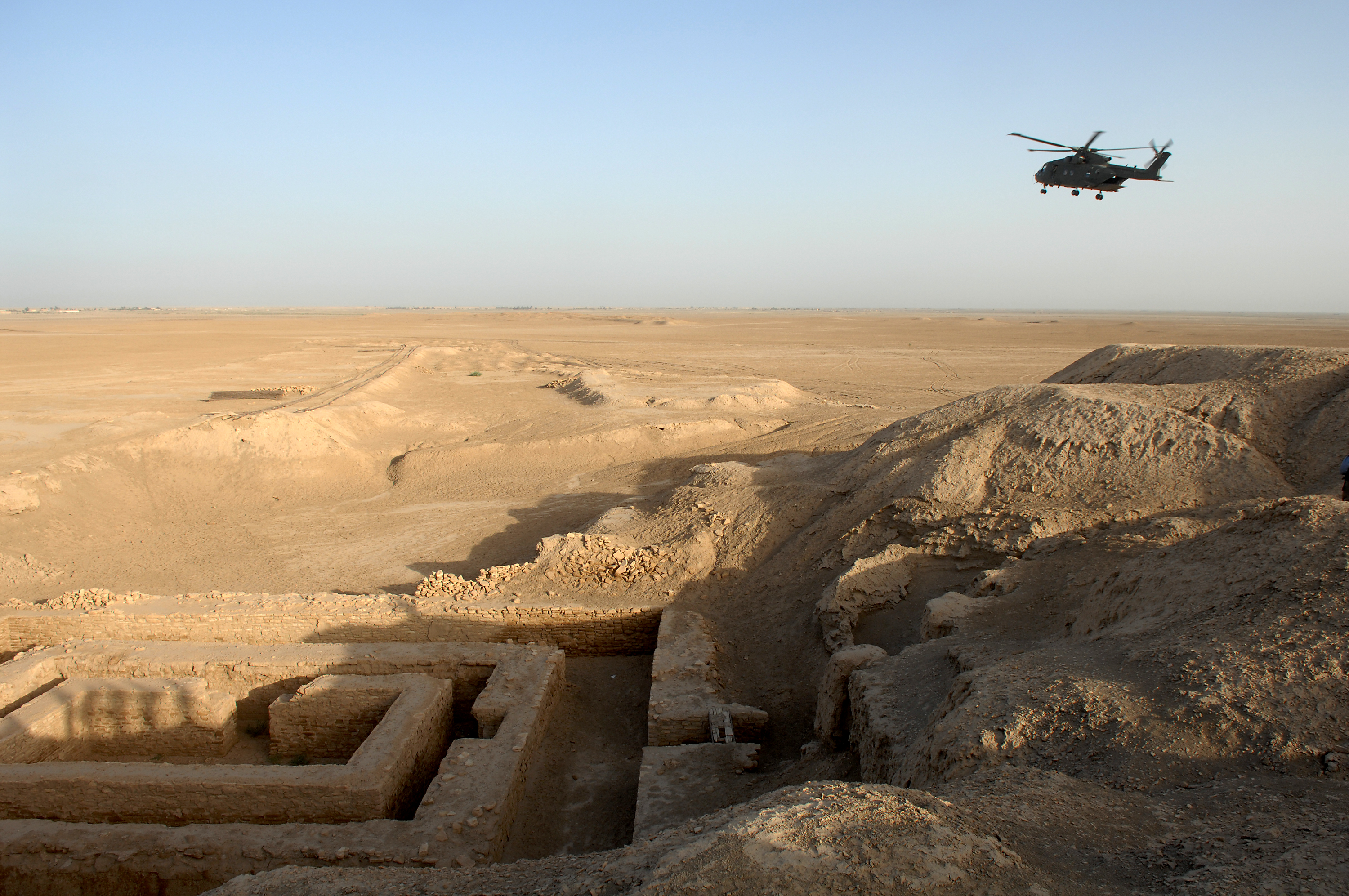
ウルク。世界最古の都市と考えられている。

西アジアの、エリコ（テル・アッスルターン）やチャタル・ヒュユクといった紀元前8千年紀の集落は、最初期の原都市であるとみなされている。古代都市の定義についてはこれまでにも多くの議論がなされてきたが、ゴードン・チャイルドは都市の条件として以下の10要件を提示した。この要件については批判もあるものの、小泉龍人いわく「古代都市論において、必ずと言っていいほど彼の定義は引用されてきている。」
1. 大規模集落と人口集住
2. 第一次産業以外の職能者
3. 生産余剰の物納
4. 社会余剰の集中する神殿などのモニュメント
5. 知的労働に専従する支配階級
6. 文字記録システム
7. 暦や算術・幾何学・天文学
8. 芸術的表現
9. 奢侈品や原材料の長距離交易への依存
10. 支配階級に扶養された専業工人

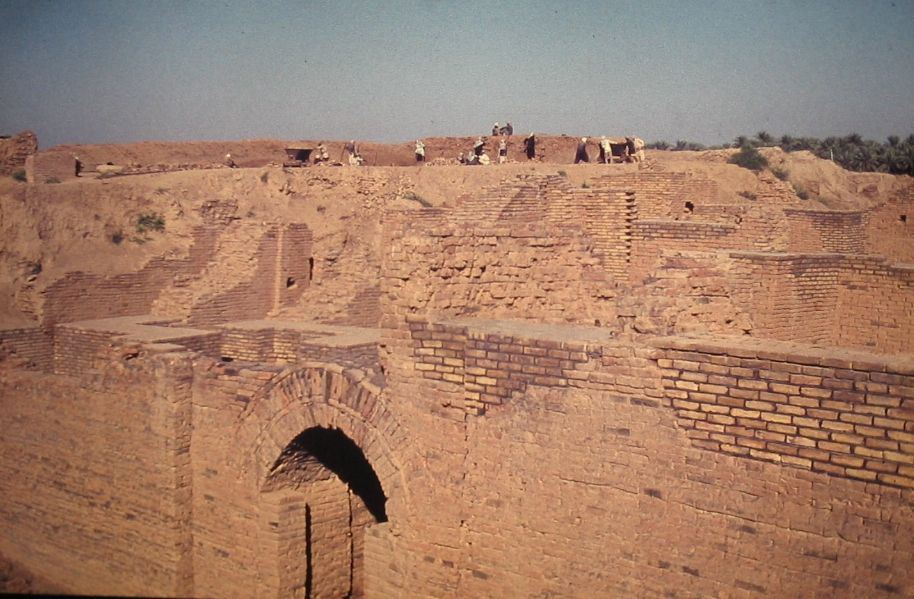
バビロン

小泉はより簡潔な定義として、「都市計画」「行政機構」「祭祀施設」の存在を都市の定義としているが、いずれにしても最古の都市と認められるのは紀元前4千年紀のウルクである。紀元前32世紀にはすでに、ウルクの人口は約20,000人に達していたと考えられている。その後、メソポタミアではエリドゥ・ウル・ラガシュ・ニップル・キシュ・ニネヴェ・バビロンといったさまざまな大都市があらわれた。メソポタミアでうまれた都市という居住形態は、古代エジプトといった周辺地域にも広がった。エジプトについては、自然環境ないし居住形態の違いから、メソポタミアのような遺丘が生じづらく、都市の誕生についてはっきりとしたことはわからない。とはいえ、先王朝時代の紀元前30世紀ごろにはすでにヒエラコンポリスのような都市型集落が形成されていたようであり、中王国時代の紀元前18世紀ごろには直線的街路網を有する都市遺跡もあらわれる。新王国時代の都市遺構としては、アマルナがよく保存されている。
紀元前30世紀には、地中海のフェニキアにもビブロスのような都市が建築された。交易の進展により、トルキスタンやカスピ海沿岸、ペルシャ湾沿岸などにも都市が築かれていった。また、モーリタニアでは紀元前20世紀頃より農耕牧畜民の定住がはじまり、紀元前16世紀ごろまでには都市的集落があらわれた。

### 東アジア・東南アジア・南アジア

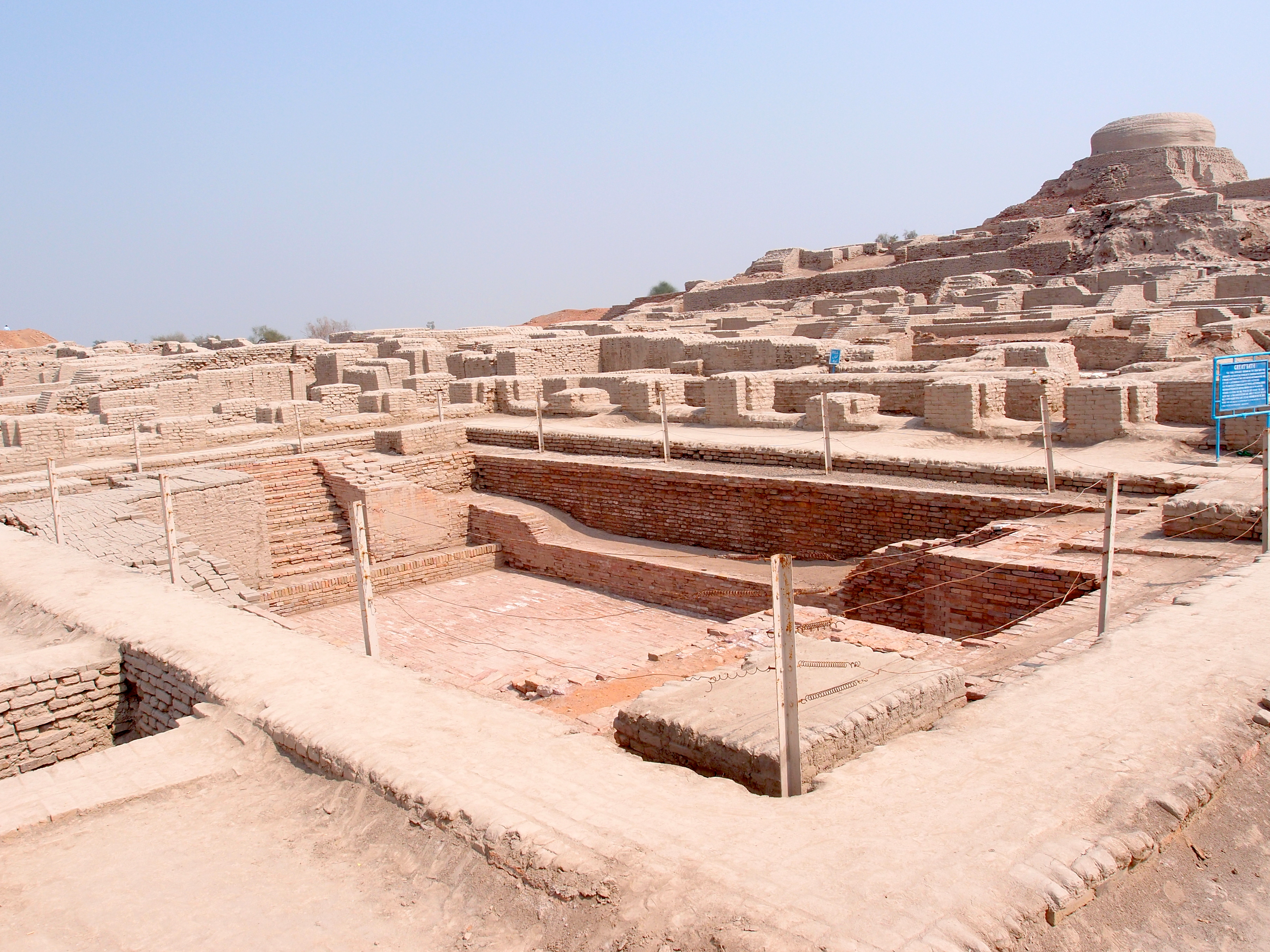
モヘンジョダロ

紀元前25世紀から紀元前17世紀ごろまでインダス川流域で栄えたインダス文明は、モヘンジョダロやハラッパーといった都市遺跡をのこした。インダス文明が廃れたのち、インドで再び都市建設が盛んになるのは紀元前6世紀ごろのことである。ガンジス川流域で栄えた十六大国諸都市の記録は仏典などに残され、考古学的にはカウシャーンビーから北方黒色磨研土器文化以前のものとみられる城壁がみつかっている。クシャーナ朝の衰退とともに、再びインドでの都市化の趨勢は衰えはじめた。インドの都市文明は東南アジアにも広がり、ミャンマーでは紀元前250年から5世紀ごろのものとされる、ピューの遺跡であるベイッタノーが検出されている。また、3世紀にはカンボジアの扶南が交易の中心地となっていたようである。
中国では仰韶文化期の半坡遺跡より濠をめぐらせた集落が検出されており、紀元前35世紀ごろよりはじまる龍山文化期には、城壁と排水施設、宗教儀式の痕跡をのこす平糧台のような遺構があらわれる。とはいえ、多くの歴史家は、中国における都市文明の始まりを、紀元前18世紀よりはじまる殷・周代のことであるとしている。戦国時代には列国の首府の巨大化が顕著なものとなり、たとえば斉の都である臨淄には70,000戸が居住していたといわれている。こうした中国の地方都市は、秦・漢代には解体される傾向にあったが、一方で咸陽・長安・洛陽といった国府は殷賑を極めた。ベトナムでは、600ヘクタールの面積を有する都市遺構である古螺が見つかっている。ベトナムはインドよりはむしろ中国の影響を受けていたようであり、呉・建業城のものと類似する、3世紀の人面瓦が出土している。

### ヨーロッパ

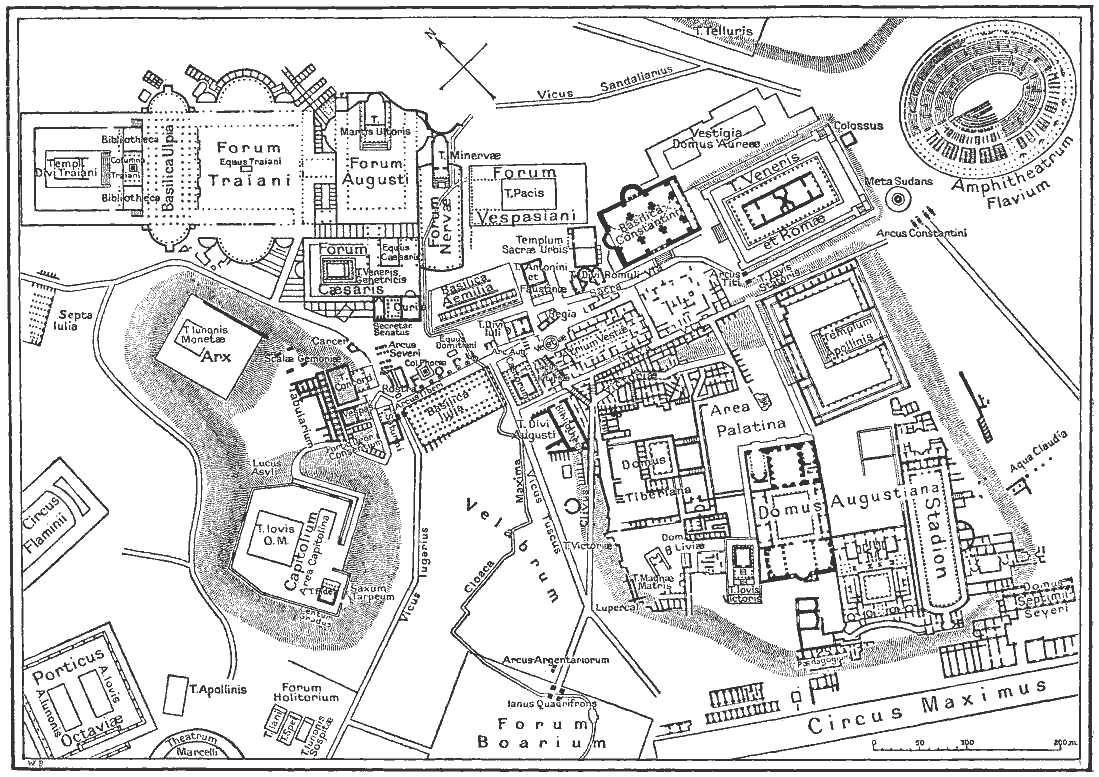
帝政期ローマの中心部

古代ギリシャにおいてはミノア・ミケーネ文明期より都市といえるような居住形態が成立していたが、紀元前8世紀にはその後のポリスにつながるような都市があらわれるようになる。もっとも有力なポリスであったアテナイは紀元前5世紀に最盛期をむかえ、その人口は奴隷および在留外国人をふくめて12万ないし15万と推定されている。また、紀元前5世紀後期にヒッポダモスによっておこなわれたとされるミレトスの再整備は、その後のギリシャに矩形的な都市計画の概念をもたらした。
ギリシャでポリスが分立していたのと同時期に、イタリア半島においても同様の都市国家であるキーウィタースが成立しており、うちローマが周辺地域を統一した。ギリシャ同様の都市計画は古代ローマの植民都市においても採用されたが、首都であるローマ自体は無秩序な発展をとげ、政治家や皇帝といった有力者は競うようにして市内にモニュメントを建てた。ローマの人口は、2世紀には少なくとも70万人に達していた。

### アメリカ

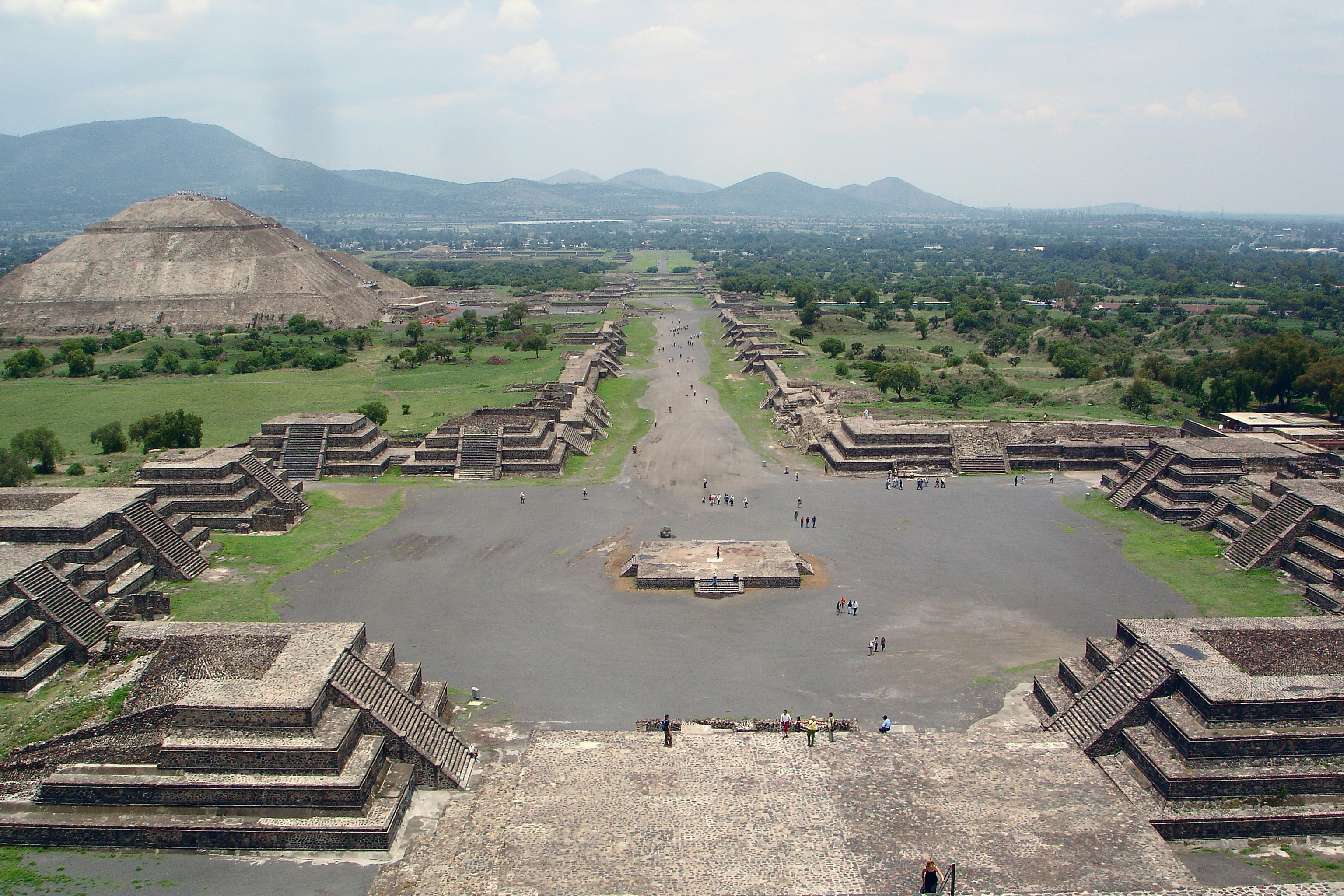
テオティワカン

アメリカ大陸においては、ペルーの中央海岸北部に位置するノルテ・チコ文化の先土器時代後期遺構を都市とみなす見解がある一方で、これには異論も多い。多くの研究者は、中央アンデスにおいて、狭義の都市が建設され始めたのははやくとも4世紀以降であると考えている。たとえば、ティワナクのような遺跡がそうである。
マイケル・ラブ（Michael Love）らによれば、メソアメリカにおいては、後期形成期（Late Formative period）ないし終末期形成期（Terminal Formative period）までに全土で都市が発生していた。中央高地に位置するテオティワカンの人口は、紀元前150年から紀元前1年までと推測されるパトラチケ期（Patlachique phase）には、20,000人から40,000人に達していたと考えられている。また、マヤ文明のエル・ミラドールのような都市も多くの人口を集めた。

## 中世（5世紀-15世紀）

### ヨーロッパ・西アジア・アフリカ

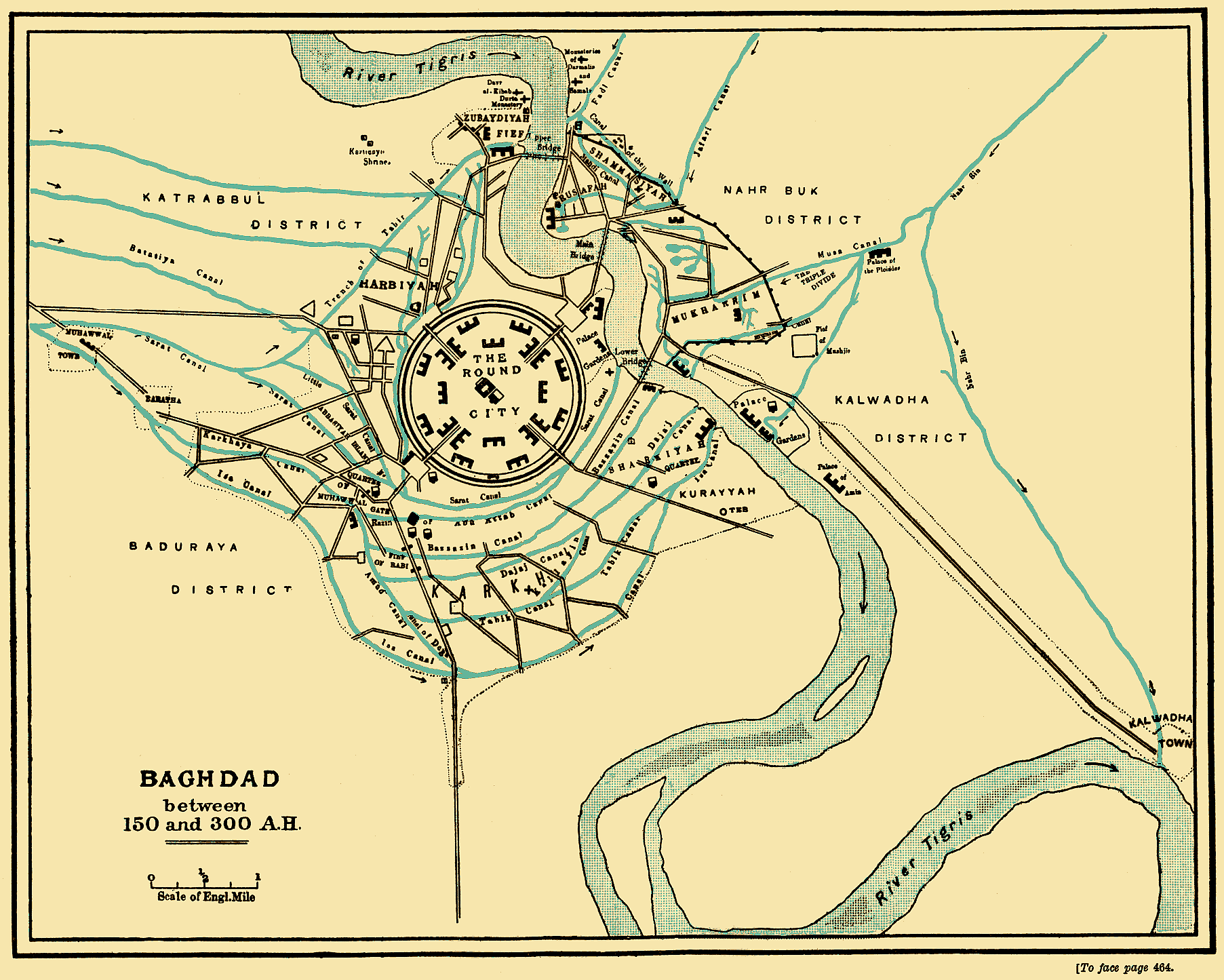
バグダード（767年-912年ごろ）

西ローマ帝国の滅亡後、特に北西ヨーロッパにおいて、都市の存続・発展は停滞した。この時代のキリスト教圏では東ローマ帝国が都市文化の中心となった。当時最大の都市はコンスタンティノープルであり、450年から1070年までのあいだ、40万から60万人程度の人口を抱えた。一方で、イスラム教圏では、アッバース朝の首都として、930年時点で100万人規模の人口を抱えた、バグダードのような大都市があらわれた。ヨーロッパでも、イスラム教徒の支配下にあったイベリア半島では、コルドバのような都市が発展した。10世紀にバグダードが衰微すると、カイロがこれに代わってイスラム圏の中心となった。10世紀末には、東アフリカにキルワが建設された。
北イタリアのヴェネツィアのような都市は9世紀ごろより、イスラム教圏や東ローマとの交易により発展しはじめた。また、ライン川・ムーズ川下流域にも、9世紀から10世紀にかけてポルトゥスとよばれる港町が出現した。ヨーロッパにおける農業生産の拡大と貨幣経済の進展を背景に、11世紀ごろより都市はいちじるしい発展を遂げ、特に北イタリアと南ネーデルラントの都市はそれぞれ地中海商業・北海交易のハブとして発展した。12世紀よりこの南北の交易圏をむすぶ街道が発達し、フランス東部のシャンパーニュ地方にも一定規模の都市があらわれた。13世紀ごろより、リューベック・ハンブルク・ケルンといった北ヨーロッパの都市はハンザ同盟をむすび、イタリアのピサ・フィレンツェ・アマルフィなどとともに西欧全土を覆う経済圏をつくりあげた。

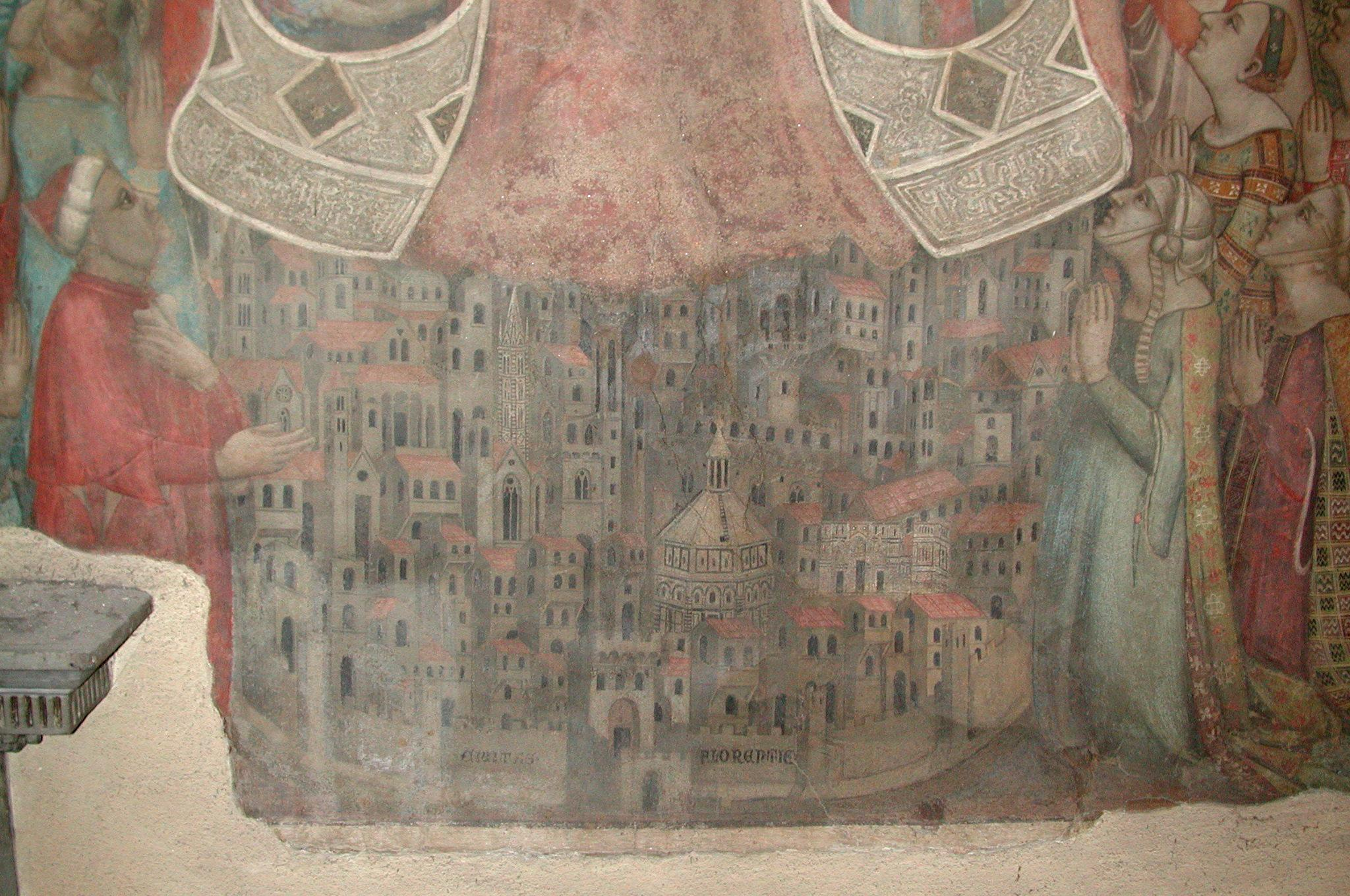
ベルナルド・ダッディ（1342年）『慈悲の聖母』よりフィレンツェの眺め

14世紀の黒死病の流行は、キリスト教・イスラム教両世界に強い影響を与えた。イスラム教圏でもっとも有力な都市であったカイロは活況を失い、1453年に東ローマ帝国からオスマン帝国の版図に組み入れられたイスタンブール（コンスタンティノープル）がこの地位を得た。ヨーロッパの都市社会に対して、いわゆる「中世後期の危機」が与えた影響については諸説ある。ウィルヘルム・アーベルは、疫病による人口減少が農産物の価格低下をまねき、手工業品価格の上昇は都市の繁栄を導いたと論じる一方、マイケル・ポスタンは、商業全体の収縮を背景として、ロンドンやブリストルといった一部の都市を除けば、基本的に都市経済は停滞したと論じた。これらの議論はいずれも農村と都市の対立を前提とするものであるが、たとえばこの時代のフランドルやイタリアでは、農村手工業の発達と、都市の奢侈品生産への傾斜といった、都市・農村の相互関係にもとづく経済構造の転換があったことも指摘されている。
7世紀の北アフリカのイスラム化は、交易を通じてサハラ以南アフリカにも影響をもたらした。サヘル地域ではタドメッカやガオといった都市が交易の中継点として栄え、2千年紀中葉より、ニジェール川デルタのジェンネ・ジェンノはサハラ交易の拠点として発展した。より南の森林地帯に位置するイレ＝イフェには、14世紀から15世紀の時点で70,000人以上にのぼる人口がいたとみられている。1400年ごろにはグレート・ジンバブエが全盛期を迎え、およそ40,000人の人口を抱えた。

### 東アジア・中央アジア

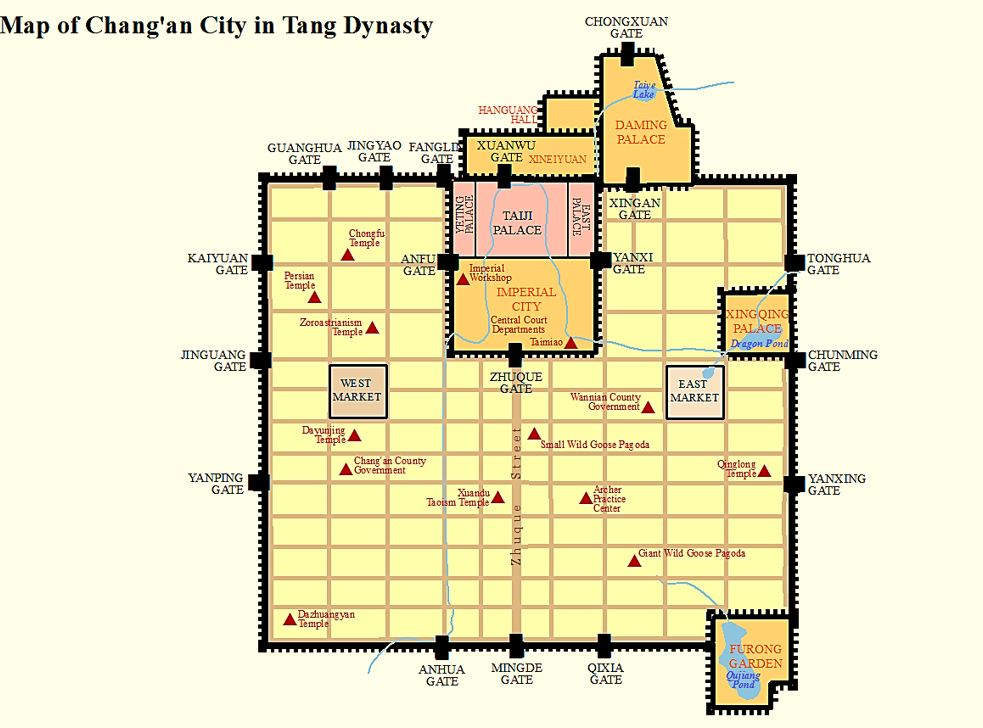
唐代長安

中国では、五胡の侵入により中原が一時荒廃するが、うち鮮卑の拓跋部の国家である北魏は、493年にふたたび洛陽に都を築いた。北魏の洛陽で本格化しはじめた、北に宮城を置き、城内を坊壁で区切る計画は唐の長安にも引き継がれた。中国風の都城制は東アジアの周辺地域にも波及し、たとえば新羅には金城（7世紀）、日本には平城京（710年）、渤海には上京龍泉府（775年）といった都城が築かれた。
五代十国時代を経て、中国の都城は、長安のような防衛重視の内陸立地から、開封のような交通の便を重視する立地へと移り変わった。また、各ブロックを坊壁で切る坊牆制のプランも、中国においては10世紀の宋代に崩壊する。この理由については、商業の活性化によるものであるという説（加藤繁）や、多民族国家であった隋唐の都市プランが、漢族主体の宋では崩れたという説（妹尾達彦）などがある。日本においても、12世紀には計画的都城である平安京の街区内に非公式の街道がつくられ、民営の市場が営まれるようになった。平安京は、戦国期までに中世都市としての京都に変容した。宋代には、商業経済の発展を背景に、鎮や村市といった小規模な地方都市が多くあらわれた。こうした小都市群は、より大規模な地方都市と農村を結びつけるネットワークとして機能した。
中央アジアでは8世紀に興ったブハラや、11世紀にセルジューク朝の首都となったメルヴといったオアシス都市が栄えた。中国および中央アジアの大半をその版図に置くこととなるモンゴル帝国は、金を亡ぼした翌年である1235年より首都のカラコルムを建設する。この都市は政治機能を中心とする比較的簡素なものであったが、帝国分裂後の1251年、元のクビライは中国風の都城である大都を建設した。14世紀に興ったティムール帝国では、サマルカンドやヘラートといった都市が栄えた。

### 南アジア・東南アジア
ラーム・シャラン・シャルマによれば、グプタ朝時代にはいくつかの都市が繁栄したが、パータリプトラのような都市はこの時期にはすでに衰えを見せており、貿易の停止および農業中心の社会経済制度の確立により、それ以後の時期には多くの都市が廃墟化した。シャルマの説は多くの南アジア研究者に受け入れられている一方、デレク・ケネット（Derek Kennet）のように、この時代の考古学的研究は不十分なものであり、少なくともこの時代に都市のありかたに大きな変化があったという以上のことはいえないとする見解もある。インド都市史の空白期間は、北インドでは13世紀に終わる。イスラム勢力によるインドの侵攻は11世紀にはじまり、13世紀よりデリー・スルターン朝と総称される諸王朝が成立する。これにより、デリー一帯にはイスラム諸王朝の都城が建築された。また、南インドでは11世紀よりチョーラ朝がはじまり、タンジャーヴールのような都市があらわれた。14世紀にデカン高原で興ったヴィジャヤナガル王国の首府・ヴィジャヤナガルは、当時のインドで最大の都市であった。

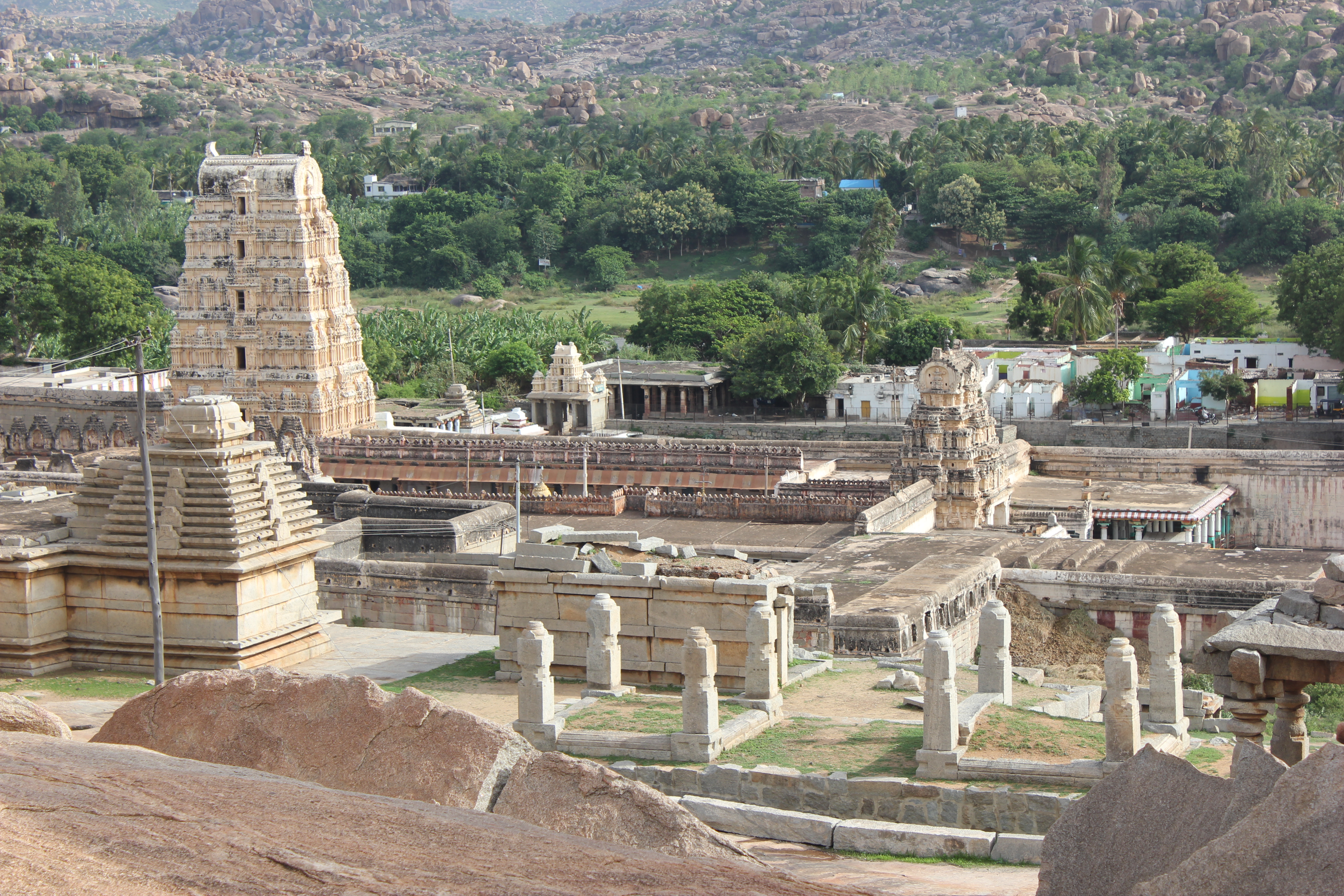
ヴィジャヤナルガル

東南アジアにおいては、7世紀にタチン川流域でドヴァーラヴァティー王国の都市であるナコンチャイシが栄えていた。メコン川流域では802年ごろよりクメール王朝が栄えた。その首府であるアンコールは、100万人に及ぶ人口を抱えていた可能性がある。ベトナム沿岸部では7世紀頃よりチャンパ、939年より大越、タイでは1238年よりスコータイ朝、1350年よりアユタヤ朝、ミャンマーでは849年よりパガン朝、ジャワ島では13世紀頃よりマジャパヒト王国といった国家がつくられ、それぞれ都市文明を築いた。

### アメリカ

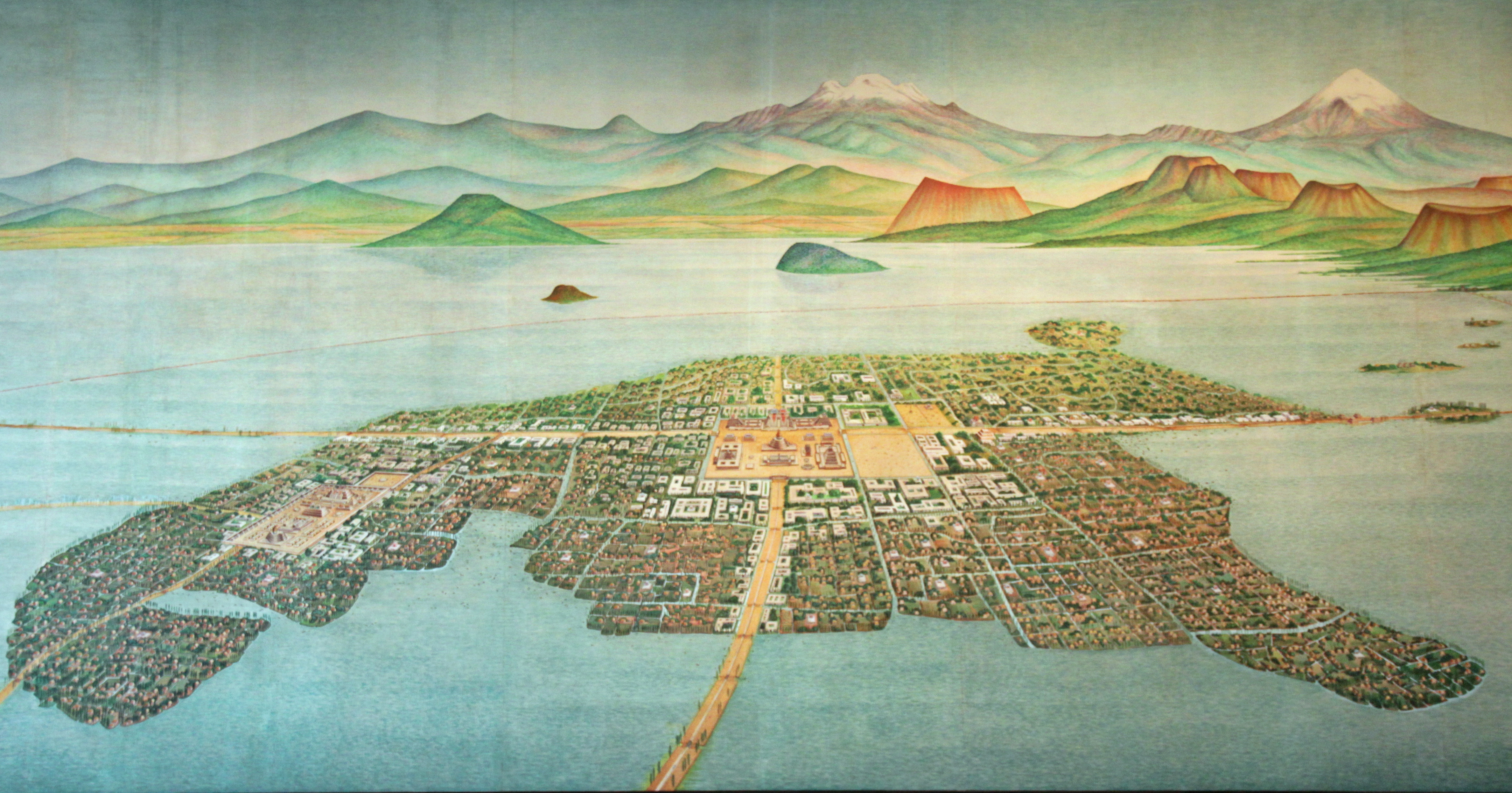
テノチティトラン想像図（1519年時点・国立人類学博物館）

テオティワカンの勢力は600年ごろから衰え、様々な王国が覇権を争った。900年にはトルテカ文明の都市であるトゥーラが興ったほか、マヤでは900年ごろを最盛期にティカル・ワシャクトゥン・コパン・ボナンパクなど様々な都市が栄えた。こうした都市が過疎化した後古典期も、ユカタン半島にはチチェン・イッツァやウシュマル、マヤパンといった都市があった。1325年に建設されたアステカ帝国のテノチティトランの人口は、1500年時点で少なくとも80,000人、一説には20万人に達していたとされている。
アンデスでは、14世紀後期よりインカ帝国が勢力を増していった。その中心地であるクスコは、スペインのインカ征服がはじまった1530年代の時点で少なくとも数万人、場合によっては20万人に達していた可能性がある。

## 近世（15世紀-18世紀）

### ヨーロッパ
15世紀ごろのイタリアでは、ルネサンスの影響を受けた人文主義者によって理想都市が構想された。この嚆矢となったのはレオン・バッティスタ・アルベルティが1452年に著した『建築論』である。こうした都市のありかたは、たとえばアレッサンドロ・ピッコローミニによる1460年代のピエンツァ建設などで実行に移された。16世紀にはこうした理想都市はいちじるしく幾何学的なものとなり、1623年にはヴィンチェンツォ・スカモッツィによりパルマノヴァが実際に建築された。

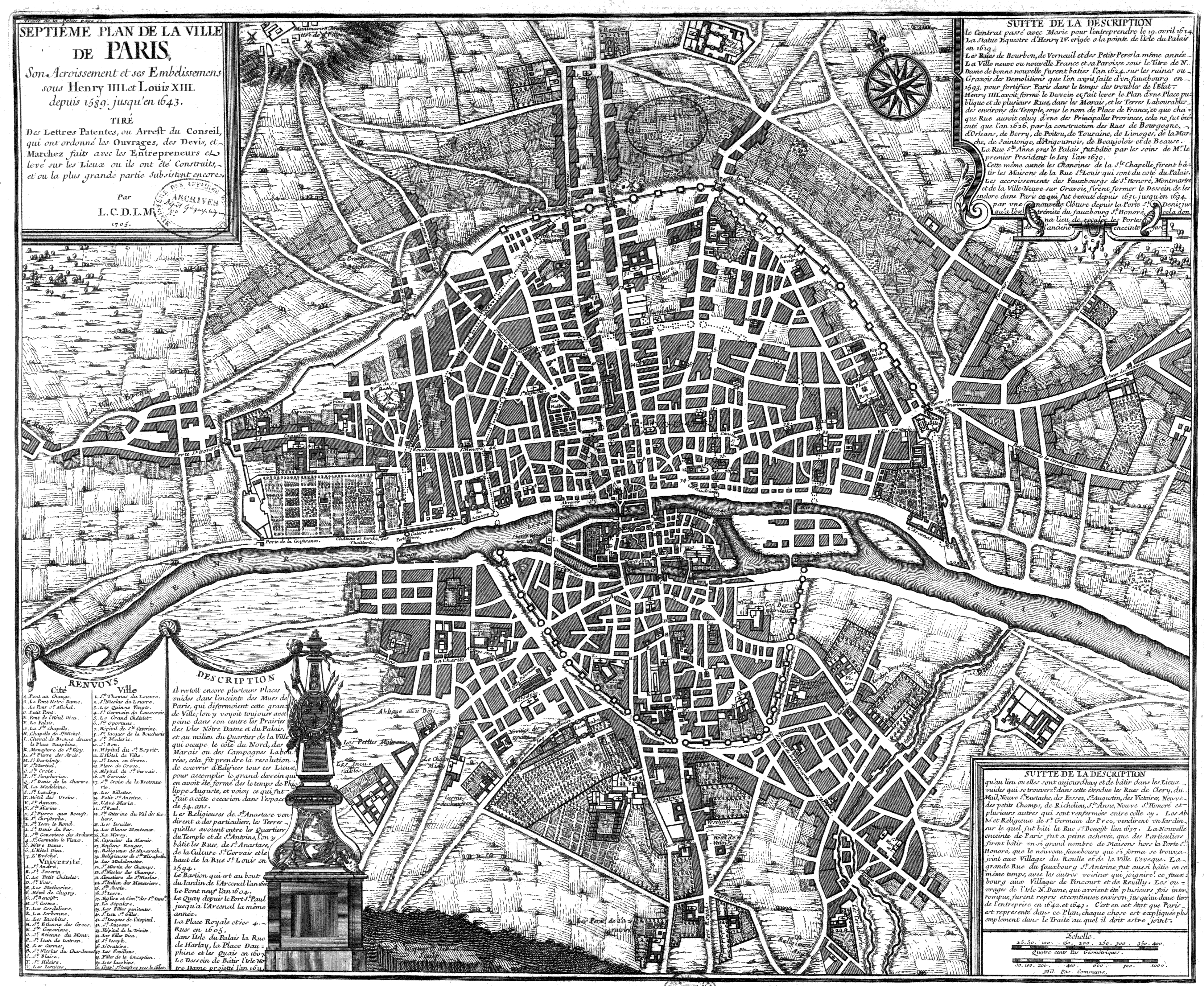
パリ（1643年）

15世紀末よりはじまった大航海時代は、ヨーロッパ経済を活気づかせた。都市の規模はこの時期いちじるしく拡大し、たとえばマドリードの人口は1600年から1800年のあいだに65,000人から168,000人に、ウィーンの人口は1500年から1800年のあいだに25,000人以下から247,000人となった。17世紀以降、ヨーロッパの国王は絶対君主として、自らの権力の象徴であるところの首都の再改造をおこなった。この時期には火砲の導入によりそれまでの都市を覆っていた市壁が無用の長物となり、パリやウィーンのような都市では市壁が撤去された。16世紀末におこなわれたローマの改造は、ランドマーク的建築物に向けてヴィスタをつくる直線道路と、放射状道路から構成される、いわゆるバロック的都市計画の基盤となった。1661年のヴェルサイユや18世紀はじめのカールスルーエは、バロック的都市計画にもとづき建設された計画都市の例である。近世には、都市住民のあいだでエリート文化がうまれはじめ、それまで文化的共時性を保っていた都市と農村が断絶していった。

### アメリカ・オーストラリア

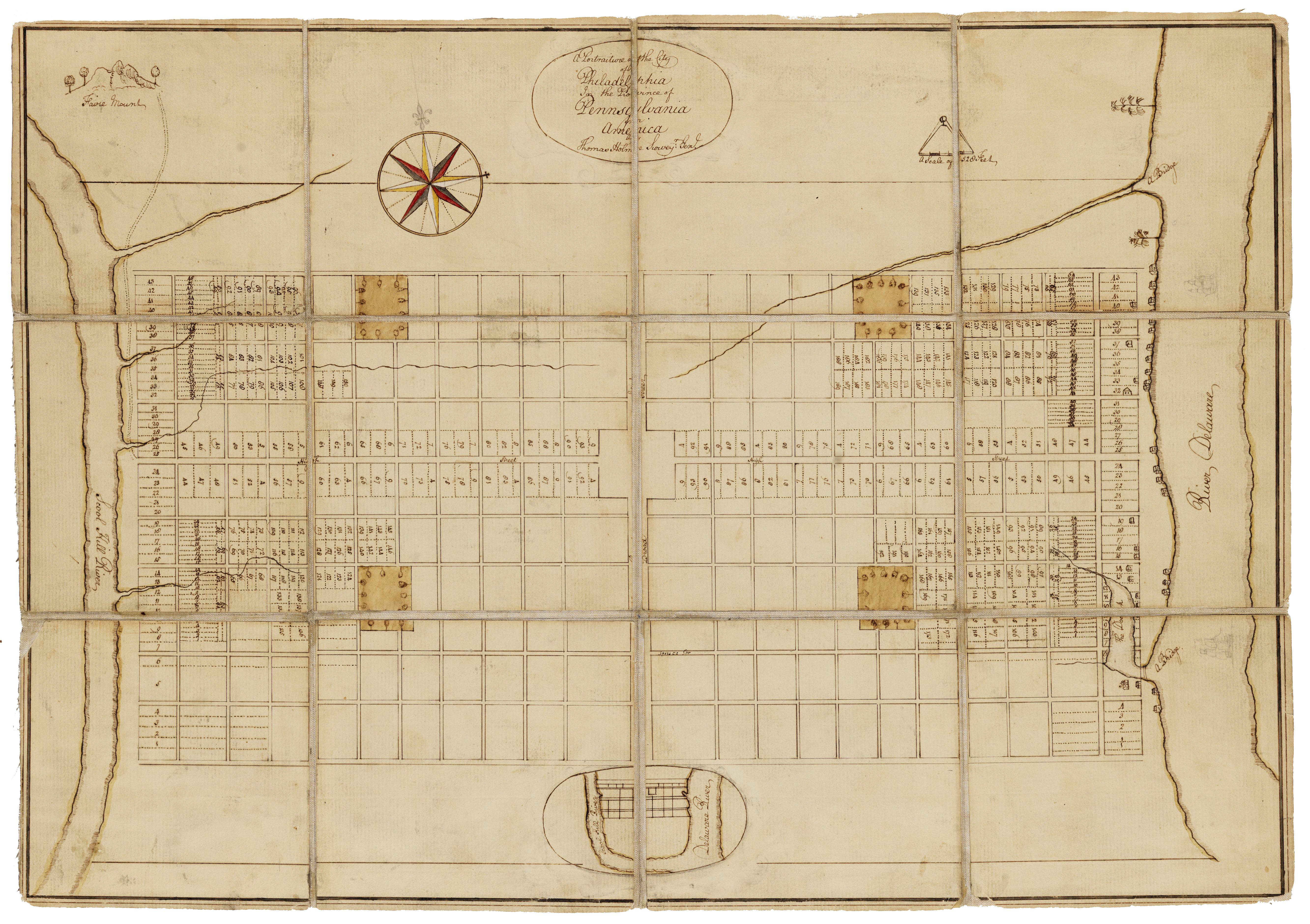
フィラデルフィア（1682年）

1492年にクリストファー・コロンブスがアメリカ大陸を「発見」したのち、イスパニョーラ島にヨーロッパ人が西半球につくったはじめての入植都市であるサントドミンゴが築かれた。同地を拠点に、主にスペイン人によってインカやアステカといった中南米の諸国家は征服されていった。中南米のほとんどはスペインおよびポルトガルの植民地となった。ヨーロッパ人は、新大陸にバロック的都市計画を彷彿させる、矩形的な都市設計をもととする都市を築いた。1535年にスペイン人によって建設されたリマ、1565年にポルトガル人によって建設されたリオデジャネイロがその一例である。
北アメリカでも、1565年のセントオーガスティンのようなスペイン人による入植都市が築かれはじめた。フランスもこれに続き、1608年にケベック、1642年にモントリオール、1718年にニューオーリンズを建設した。1630年にはイギリス人によってボストン、1653年にはオランダ人によってニューヨークが築かれた。1681年にイギリス人が建設したフィラデルフィアは、1775年までには人口約40,000人にまで成長し、英語圏ではロンドンに次ぐ規模となった。1776年にはアメリカ独立宣言が発出され、この都市はアメリカ合衆国の最初の首都となった。1800年に建設されたアメリカの新首都であるワシントンD.C.は、ピエール・シャルル・ランファンによりバロック都市として計画された。この時代にはイギリスによるオーストラリアへの入植もはじまり、1788年にはシドニーが建設された。

### 西アジア・南アジア・アフリカ

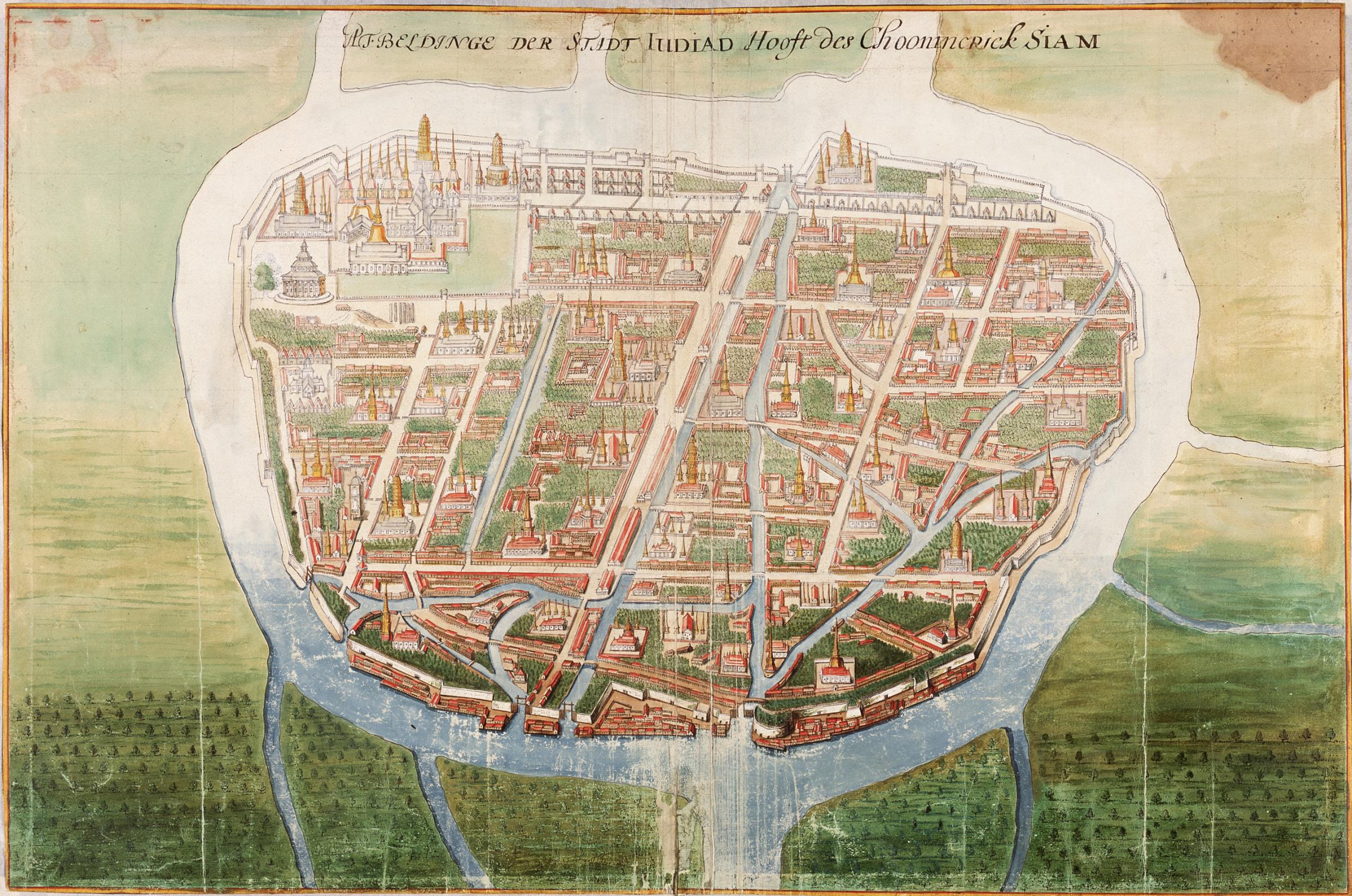
アユタヤ（1665年頃）

オスマン帝国は17世紀後半に最盛期を迎え、その首都であるイスタンブールの人口はおよそ67万5000人と推計されている。17世紀にサファヴィー朝の首都となったイスファハーンは50万人にも及ぶ人口を抱えた。また、16世紀に成立したムガル帝国は、帝都としてアーグラやラホールといった都市を建設した。ムガル帝国はイスラム王朝であったが、その間接統治下にあったラージャスターン地方では独自のヒンドゥー教文化が形成され、1727年にはアンベール王国のジャイ・シング2世によりヒンドゥー教の理想都市理念を反映した計画都市であるジャイプルが建設された。
ヴァスコ・ダ・ガマは1498年、喜望峰まわりのインド航路を開拓した。1510年にポルトガルはビジャープル王国の外港であったゴアを占領し、アジア交易の中継点として利用した。東南アジアでも1511年、15世紀より港市国家として隆盛を誇ったマラッカ王国がポルトガルにより亡ぼされた。続いて、1571年にはスペインがフィリピンを侵略し、マニラに首都を築いた。16世紀にはオランダがインドネシアのポルトガル勢力を逐い、1618年よりバタヴィアを建設した。大陸部ではアユタヤが国際貿易都市として栄え、17世紀から18世紀の時点で人口はおよそ19万人であった。ポルトガルは15世紀以降、アフリカに奴隷貿易の拠点をつくっており、たとえばエルミナ、ベニン、キルワ、モンバサなどがそうであった。

### 東アジア

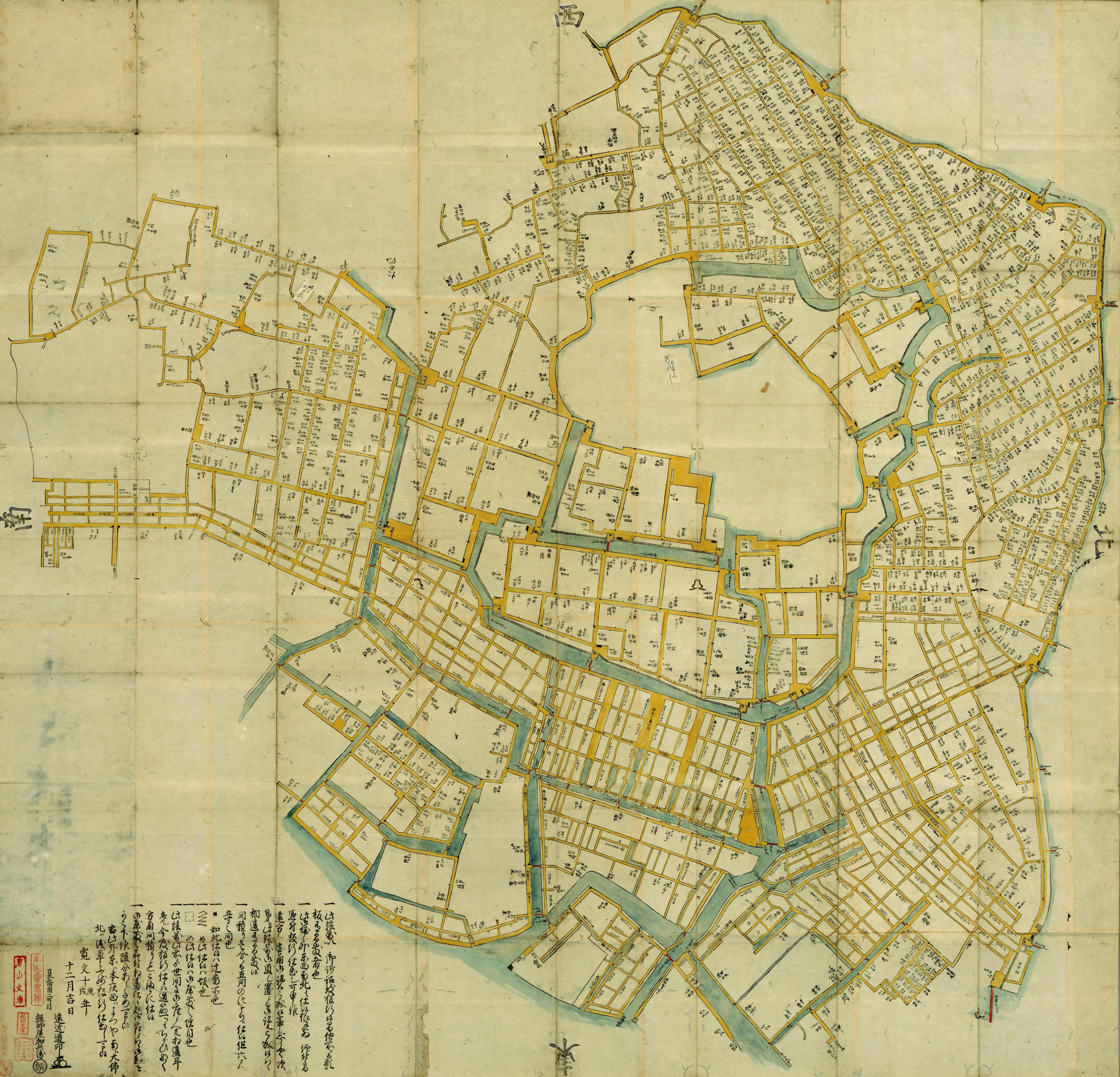
『新板江戸大絵図』(1670年)

明・清代、特に万暦帝から乾隆帝の時代の中国では、明代初期にあった統制経済の緩和、新世界からの銀の流入と一条鞭法の導入、長江デルタの綿作地帯化にともなう流通の変化といった経済的変化がおこり、都市化に拍車をかけた。16世紀末ごろより都市間の遠隔地商業の一般化を背景に会館が建築されるようになり、清代に最盛期を迎えた。この時代の首都は北京であったが、重慶・漢口・九江・南京・蘇州・仏山といった都市も商業の中心として栄えた。1557年には、ポルトガルによりマカオが建設されたが、18世紀までその管理は基本的に中国側に委ねられていた。
日本では、1590年に徳川家康が江戸を建設しはじめた。江戸幕府の創設にともない、1600年ごろをピークとして全国で同様の近世城下町が計画された。また、江戸時代中期には生産流通の結節点として在郷町がつくられた。

## 近代（18世紀-）

### 西洋世界

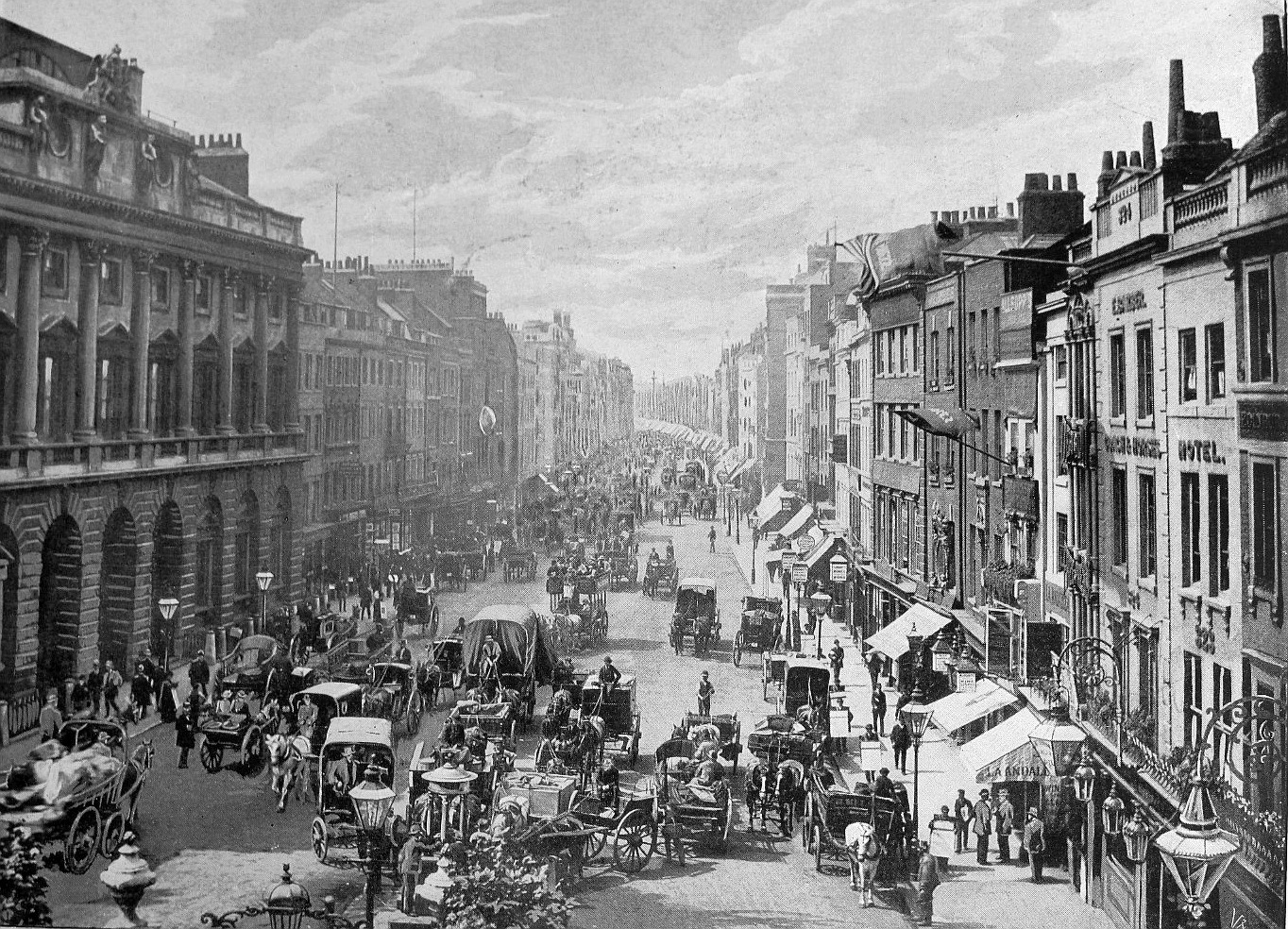
ロンドン（1890年）

18世紀以降、フランス革命などを背景として、西洋世界の国家は封建主義・支配階級社会を脱却し、市民社会へと移行していった。さらに、産業革命による都市工業の発展や、行政の中央集権化、鉄道をはじめとする輸送手段の進歩を背景として、都市人口はこれまで以上にいちじるしく伸長していった。たとえば、ベルリンの人口は、1800年から1910年で12倍になった。国家の人口に占める都市人口も拡大し、たとえば北アメリカでは1850年から1910年にかけて、5,000人以上の居住区に住む人口が3.4％から40.9％に、ロシア帝国では1800年から1910年のあいだに14.5％から40.9％に上昇した。19世紀の終わりまでに、パリ・ベルリン・ウィーン・モスクワ・サンクトペテルブルクといった都市の人口は100万人を上回り、最大の都市であるロンドンの人口は650万人に突入していた。
都市の拡大は過密による都市問題をうみだした。ヨーロッパ大都市の住宅状況はおおむね劣悪であり、下水道の不備はコレラといった感染症が流行する原因となった。この時代にはジョルジュ・オスマンによるパリ改造や、ウィーンのリングシュトラーセ建設といった首都の改造が積極的におこなわれ、1900年代には各国で相次いで都市計画に関する法令が整備されていった。エベネザー・ハワードは1898年に田園都市構想を発表し、これは1903年のレッチワースで部分的に実現した。近代都市計画は公衆衛生問題の解決を目的とするものであったが、1950年代より都市計画の手法は、画一的な都市景観をうみだすことを避ける、都市の複合用途や多様性を保持しうる土地利用規制手法へと転換していった。

### アジア・アフリカ

カルカッタ（1935年ごろ）

ヨーロッパ人の進出により、清には上海、日本には横浜といった開港都市がつくられた。日本では1920年代より近代都市化が進んでいき、關一のような人物が近代都市計画にもとづく都市運営をおこなった。鉄道の導入期、小林一三らはいわゆる私鉄郊外を構築し、これはのちの日本の都市の大きな特徴となった。南アジアではカルカッタ、アフリカではナイロビのような都市が植民地帝国における商業の中心地となったほか、19世紀後半にはローデシアのリヴィングストンや、南アフリカのキンバリーといった採掘産業に立脚するコロニアル都市があらわれた。
こうしたコロニアル都市は、反植民地的な政治運動の舞台ともなった。植民地の独立後、いくつかの都市ではソールズベリーからハラレといった、都市名の変更がおこなわれた。また、ポスト植民地国家においては、エジプトのナスルシティといった、近代的な都市計画にもとづく新都市の設計もおこなわれた。

### 英語
- Cameron, Monroe, J. (2018). “"Elephants for Want of Towns": Archaeological Perspectives on West African Cities and Their Hinterlands”. Journal of Archaeological Research 26 (4):  387–446. doi:10.1007/s10814-017-9114-2.
- Clayton, Sarah C. (2015). “Teotihuacan: an early urban center in its regional context”. Early Cities in Comparative Perspective, 4000 BCE-1200 CE. The Cambridge World History, Vol. 3. Cambridge University Press. pp. 279-299. ISBN 9780521190084
- Kennet, Derek (2013). Reconsidering the decline of urbanism in late Early Historic and Early Medieval South Asia. The Orient on the Eve of Islam. Paris, France. pp. 331–353.
- Kumar, Vikas (2023). “Second Urbanisation and the Facets of Socio-economic Change in the Gangetic Valley”. Indian Historical Review 50 (1):  146-158. doi:10.1177/03769836231173219.
- Lees, Andrew (2015). The City: A World History. New Oxford World History. Oxford University Press. ISBN 9780199859542
- Lees, Andrew; Lees, Lynn Hollen (2013). “Europe: 1800–2000”. In Peter Clark. The Oxford Handbook of Cities in World History (online edn ed.). Oxford University Press. doi:10.1093/oxfordhb/9780199589531.013.0025
- Love, Michael (2022). “Introduction”. In Love, Michael; Guernsey, Julia. Early Mesoamerican Cities: Urbanism and Urbanization in the Formative Period. Cambridge University Press. pp. 1-23
- Metcalf, Thomas R. (2013). “Colonial Cities”. In Peter Clark. The Oxford Handbook of Cities in World History (online edn ed.). Oxford University Press. doi:10.1093/oxfordhb/9780199589531.013.0040
- Ray, Aniruddha (2016). Towns and Cities of Medieval India: A Brief Survey. Routledge. ISBN 9781315276755
- Rowe, William T. (2013). “China: 1300–1900”. In Peter Clark. The Oxford Handbook of Cities in World History (online edn ed.). Oxford University Press. doi:10.1093/oxfordhb/9780199589531.013.0017
- Southall, Aidan (1998). The City in Time and Space. Cambridge University Press. ISBN 0-521-46211-8
- Stark, Miriam T. (2015). “Southeast Asian Urbanism: From Early City to Classical State”. In Norman Yoffee. The Cambridge World History. Cambridge University Press. pp. 74–93
- Volait, Mercedes; al-Asad, Mohammad (2013). “Middle East”. In Peter Clark. The Oxford Handbook of Cities in World History (online edn ed.). Oxford University Press. doi:10.1093/oxfordhb/9780199589531.013.0032
- Waley, Paul (2013). “Japan”. In Peter Clark. The Oxford Handbook of Cities in World History (online edn ed.). Oxford University Press. doi:10.1093/oxfordhb/9780199589531.013.0029

### 日本語
- 阿部拓児 著「古代都市とそのシステム――ギリシャ都市とローマ帝国」、横浜国立大学都市科学部 編『都市科学事典』春風社、2021年、12-13頁。ISBN 9784861107344。
- 池上俊一 著、河原温、池上俊一 編『都市から見るヨーロッパ史』放送大学教育振興会〈放送大学教材〉、2021年3月、173-205頁。ISBN 9784595322570。
- 江川温、服部良久 編「序論」『西欧中世史 中』ミネルヴァ書房〈MINERVA西洋史ライブラリー 11〉、1995年、1-50頁。ISBN 978-4623025213。
- 岡村治 著「町場と在郷」、人文地理学会 編『人文地理学事典』丸善出版、2013年、424-425頁。ISBN 9784621086872。
- 河原温 著「中世都市成立論」、藤井崇（監修）、青谷秀紀、古谷大輔、坂本優一郎、小野沢透、金澤周作 編『論点・西洋史学』ミネルヴァ書房、2020年、76-77頁。ISBN 9784623087792。
- 斯波義信『中国都市史』東京大学出版会〈東洋叢書 ; 9〉、2002年6月。ISBN 4-13-013039-0。
- 小泉龍人「都市論再考─古代西アジアの都市化議論を検証する─」『ラーフィダーン = al-Rāfidān』第34巻、国士舘大学イラク古代文化研究所、2013年、83-116頁、ISSN 0285-4406。
- 小泉龍人『都市の起源　古代の先進地域＝西アジアを掘る』（kindle）講談社〈講談社選書メチエ〉、2016年3月11日。ISBN 9784062586238。
- シャリー・ゴレンスティン 著、田口実 訳『メキシコ古代文化の謎と遺産 : マヤ・トルテカ・アステカ文化の神秘』佑学社、1976年。doi:10.11501/12184285。
- 白川葉子 著「開港都市」、横浜国立大学都市科学部 編『都市科学事典』春風社、2021年、22-23頁。ISBN 9784861107344。
- 妹尾龍彦 著「唐の長安と東アジア都城時代の誕生」、横浜国立大学都市科学部 編『都市科学事典』春風社、2021年、10-11頁。ISBN 9784861107344。
- 高見沢実 著「都市の誕生」、横浜国立大学都市科学部 編『都市科学事典』春風社、2021年、8-9頁。ISBN 9784861107344。
- R.S.シャルマ 著、山崎利男、山崎元一 訳『古代インドの歴史』山川出版社、1985年8月。doi:10.11501/12181155。ISBN 4-634-65090-8。
- 田北廣道 著「都市と農村」、江川温、服部良久 編『西欧中世史 下』ミネルヴァ書房〈MINERVA西洋史ライブラリー 12〉、1995年、131-156頁。ISBN 9784623025220。
- 都市史図集編集委員会 編『都市史図集』彰国社、1999年。ISBN 9784395004898。
- 新田栄治「東南アジアの都市形成とその前提 : ドヴァーラヴァティーを中心として」『鹿児島大学法文学部紀要人文学科論集』第78巻、鹿児島大学、2013年6月24日、29-52頁、ISSN 03886905。
- 野原卓 著「都市の近代化」、横浜国立大学都市科学部 編『都市科学事典』春風社、2021年、24-25頁。ISBN 9784861107344。
- 野間晴雄『3 アジア海域ネットワークと港市 : 生成・展開・衰退の東と西』関西大学出版部〈国際共同研究シリーズ; 7〉、2009年3月31日、53-79頁。ISBN 9784873544748。
- 林田伸一 著「近世都市の社会集団と文化」、河原温、池上俊一 編『都市から見るヨーロッパ史』放送大学教育振興会〈放送大学教材〉、2021年3月、206-221頁。ISBN 9784595322570。
- 日端康雄『都市計画の世界史』（kindle）講談社〈講談社現代新書〉、2008年3月。ISBN 978-4-06-287932-3。
- 布野修司『大元都市 : 中国都城の理念と空間構造』京都大学学術出版会、2015年2月。ISBN 978-4-87698-322-3。
- クリストフ・マコフスキ、渡部森哉（訳）「都市と祭祀センター : アンデスにおける都市化についての概念的挑戦」『南山大学人類学研究所』2012年、1–66頁。
- 増田聡 著「ルイス・マンフォードと田園都市」、横浜国立大学都市科学部 編『都市科学事典』春風社、2021年、958-959頁。ISBN 9784861107344。
- 柳沢究『インドの伝統的都市における都市構造の形成と居住空間の変容に関する研究：ヴァーラーナシーとマドゥライを事例として』（博士学位論文）2008年。